# Begonia malipoensis
Espèce
Begonia malipoensis est une espèce de plantes de la famille des Begoniaceae.
Elle a été décrite en 1994 par Shu Hua Huang (1938-) et Yu Min Shui.